# Caesalpinia portoricensis
Caesalpinia portoricensis är en ärtväxtart som först beskrevs av Nathaniel Lord Britton och Percy Wilson, och fick sitt nu gällande namn av Brother Alain. Caesalpinia portoricensis ingår i släktet Caesalpinia och familjen ärtväxter. Inga underarter finns listade i Catalogue of Life.